# SN 2009aj
SN 2009aj – supernowa typu II odkryta 24 lutego 2009 roku w galaktyce E221-G18. W momencie odkrycia miała maksymalną jasność 14,50m.